# سیسی شوارتس
سیسی شوارتس (انگلیسی: Sissy Schwarz؛ زادهٔ ۱۹ مهٔ ۱۹۳۶) اسکیت‌باز نمایشی اهل اتریش است.